# Лукас Вали-Маринвуд (Калифорнија)
Лукас Вали-Маринвуд (енгл. Lucas Valley-Marinwood) насељено је место без административног статуса у америчкој савезној држави Калифорнија.

## Демографија
По попису из 2010. године број становника је 6.094, што је 263 (-4,1%) становника мање него 2000. године.
| Група             | 2000.         | 2010.         |
| Белци             | 5.464 (86,0%) | 4.936 (81,0%) |
| Афроамериканци    | 51 (0,8%)     | 68 (1,1%)     |
| Азијати           | 380 (6,0%)    | 424 (7,0%)    |
| Хиспаноамериканци | 267 (4,2%)    | 444 (7,3%)    |
| Укупно            | 6.357         | 6.094         |